# ペニカンプ
ペニカンプ (Pennekamp) は、アメリカ合衆国で生まれ、フランスで調教を受けた競走馬。フランス、イギリスで出走し通算7戦6勝。1995年の2000ギニーをはじめG1を3勝。現役引退後は種牡馬となった。
※文中の馬齢は当時の日本で一般的であった数え年ではなく、現在使用されている方法に換算して表記する。

## 戦績
シェイク・モハメドの持ち馬で、フランスを代表する調教師アンドレ・ファーブルの管理のもと、1994年にデビュー。G1サラマンドル賞（ロンシャン競馬場7ハロン）、さらにイギリスに遠征してG1デューハーストステークス（ニューマーケット競馬場7ハロン）まで4連勝。しかし、カルティエ賞最優秀2歳牡馬のタイトルは、やはり無敗のままG1レーシングポストトロフィーを12馬身差で圧勝したイギリスのセルティックスウィングに譲った。
セルティックスウィング陣営が「ニジンスキー以来のイギリス三冠馬を目指す」と表明すると、ペニカンプ陣営はそれを阻止すべくイギリスの三冠レースに出走することを表明。3歳となった1995年はフランスの準重賞ジェベル賞を勝ち、無敗の5連勝。セルティックスウィングも前哨戦を勝って、2頭が無敗のままクラシック第一関門の2000ギニーに出走した。中団を進むセルティックスウィングをマークしたペニカンプは、セルティックスウィングが先に仕掛けたところを抜群の瞬発力で交わし、差し返したセルティックスウィングをアタマ差抑えてクラシックホースとなった。
エプソムダービーでは、堅い馬場を嫌ったセルティックスウィング陣営が追加登録料を払ってジョッケクルブ賞（フランスダービー）に向かうこととなり、ペニカンプは本命として出走した。しかし、レコード勝ちを収めたラムタラから20馬身以上離された11着と、初の敗北は大敗となった。しかも右前脚の亀裂骨折が判明し、休養に入った。
その後は1996年の第1回ドバイワールドカップに出走するプランもあったが、直前で脚部不安を発症。6月に引退・種牡馬入りが発表された。ライバルのセルティックスウィングもアイリッシュダービーで8着に敗れ負傷し、結果的にそのレースを最後に現役を引退。
種牡馬としては、現時点ではアレキサンダースリーディー (Alexander Three D) がイギリスのG3パークヒルステークスを勝った程度で、シャトルサイヤーとして北半球・南半球の双方でG1優勝馬を産み出したセルティックスウィングに遅れをとった感がある。

## 競走成績
| 出走日     | 競馬場           | 競走名             | 格     | 距離     | 着順 | 騎手       | 着差     | 1着（2着）馬      |
| ---------- | ---------------- | ------------------ | ------ | -------- | ---- | ---------- | -------- | ----------------- |
| 1994.06.29 | エヴリ           | ショワズィルロワ賞 |        | 芝1200m  | 1着  | T.ジャルネ | 4馬身    | （Tycoon King）   |
| 1994.08.09 | ドーヴィル       | ユドリエ賞         |        | 芝1400m  | 1着  | T.ジャルネ | 3/4馬身  | （Done Well）     |
| 1994.09.11 | ロンシャン       | サラマンドル賞     | G1     | 芝1400m  | 1着  | T.ジャルネ | 3/4馬身  | （Montjoy）       |
| 1994.10.14 | ニューマーケット | デューハーストS    | G1     | 芝7f     | 1着  | T.ジャルネ | 1馬身    | （Green Perfume） |
| 1995.04.15 | エヴリ           | ジェベル賞         | 準重賞 | 芝1200m  | 1着  | T.ジャルネ | 1馬身1/2 | （Bene Erit）     |
| 1995.05.06 | ニューマーケット | 2000ギニー         | G1     | 芝8f     | 1着  | T.ジャルネ | アタマ   | （Celtic Swing）  |
| 1995.06.01 | エプソム         | ダービー           | G1     | 芝12f10y | 11着 | T.ジャルネ | 21馬身   | Lammtarra         |

## 血統表
| ペニカンプの血統ネイティヴダンサー系 / Northern Dancer4×4=12.50%、Sicambre4×5=9.38% | ペニカンプの血統ネイティヴダンサー系 / Northern Dancer4×4=12.50%、Sicambre4×5=9.38% | ペニカンプの血統ネイティヴダンサー系 / Northern Dancer4×4=12.50%、Sicambre4×5=9.38% | （血統表の出典）   | （血統表の出典） |
| 父 Bering 1983 栗毛                                                                 | 父の父Arctinc Tern 1973 栗毛                                                        | Sea-Bird                                                                            | Dan Cupid          | Dan Cupid        |
| 父 Bering 1983 栗毛                                                                 | 父の父Arctinc Tern 1973 栗毛                                                        | Sea-Bird                                                                            | Sicalade           |                  |
| 父 Bering 1983 栗毛                                                                 | 父の父Arctinc Tern 1973 栗毛                                                        | Bubbling Beauty                                                                     | Hasty Road         | Hasty Road       |
| 父 Bering 1983 栗毛                                                                 | 父の父Arctinc Tern 1973 栗毛                                                        | Bubbling Beauty                                                                     | Almahmoud          |                  |
| 父 Bering 1983 栗毛                                                                 | 父の母Beaune 1974 栗毛                                                              | Lyphard                                                                             | Northern Dancer    | Northern Dancer  |
| 父 Bering 1983 栗毛                                                                 | 父の母Beaune 1974 栗毛                                                              | Lyphard                                                                             | Goofed             |                  |
| 父 Bering 1983 栗毛                                                                 | 父の母Beaune 1974 栗毛                                                              | Barbra                                                                              | Le Fabuleux        | Le Fabuleux      |
| 父 Bering 1983 栗毛                                                                 | 父の母Beaune 1974 栗毛                                                              | Barbra                                                                              | Biobelle           |                  |
| 母 Coral Dance 1978 鹿毛                                                            | 母の父Green Dancer 1972 鹿毛                                                        | Nijinsky                                                                            | Northern Dancer    | Northern Dancer  |
| 母 Coral Dance 1978 鹿毛                                                            | 母の父Green Dancer 1972 鹿毛                                                        | Nijinsky                                                                            | Flaming Page       |                  |
| 母 Coral Dance 1978 鹿毛                                                            | 母の父Green Dancer 1972 鹿毛                                                        | Green Valley                                                                        | Val de Loir        | Val de Loir      |
| 母 Coral Dance 1978 鹿毛                                                            | 母の父Green Dancer 1972 鹿毛                                                        | Green Valley                                                                        | Sly Pola           |                  |
| 母 Coral Dance 1978 鹿毛                                                            | 母の母Carvina 1970 鹿毛                                                             | *ダイアトム                                                                         | Sicambre           | Sicambre         |
| 母 Coral Dance 1978 鹿毛                                                            | 母の母Carvina 1970 鹿毛                                                             | *ダイアトム                                                                         | Dictaway           |                  |
| 母 Coral Dance 1978 鹿毛                                                            | 母の母Carvina 1970 鹿毛                                                             | Coraline                                                                            | Fine Top           | Fine Top         |
| 母 Coral Dance 1978 鹿毛                                                            | 母の母Carvina 1970 鹿毛                                                             | Coraline                                                                            | Copelina F-No.20-d |                  |

### 血統背景
- 父Beringはフランスで走り7戦5勝。ジョッケクルブ賞 (G1) ほか重賞4勝。凱旋門賞でダンシングブレーヴの2着となったことでも知られる。
- 曾祖父Sea-Birdは歴史的名馬で、詳細は同馬の項参照。
- 半兄 ナスルエルアラブ（Nasr El Arab、父Al Nasr）はオークツリーインビテーショナルハンデキャップなどG1を4勝。
- 半弟Black Minnaloushe（父Storm Cat）はアイリッシュ2000ギニーなどG1を2勝。